# 圣乔治新城
圣乔治新城（法語：Villeneuve-Saint-Georges，法語發音：[vilnœv sɛ̃ ʒɔʁʒ] ⓘ），法国中北部城市，法兰西岛大区马恩河谷省的一个市镇，隶属于拉伊莱罗斯区，其市镇面积为8.75平方公里，2022年1月1日时人口数量为36,170人，在法国城市中排名第227位。
圣乔治新城位于马恩河谷省东南部，塞纳河与耶尔河交汇处，南侧与埃松省接壤，是一个区域性的中心城市，巴黎－马赛铁路和圣乔治新城－蒙塔日铁路在此交汇。圣乔治也是大巴黎都会区的组成部分，通过法兰西岛大区快铁D线连接巴黎市区。

## 地名来源

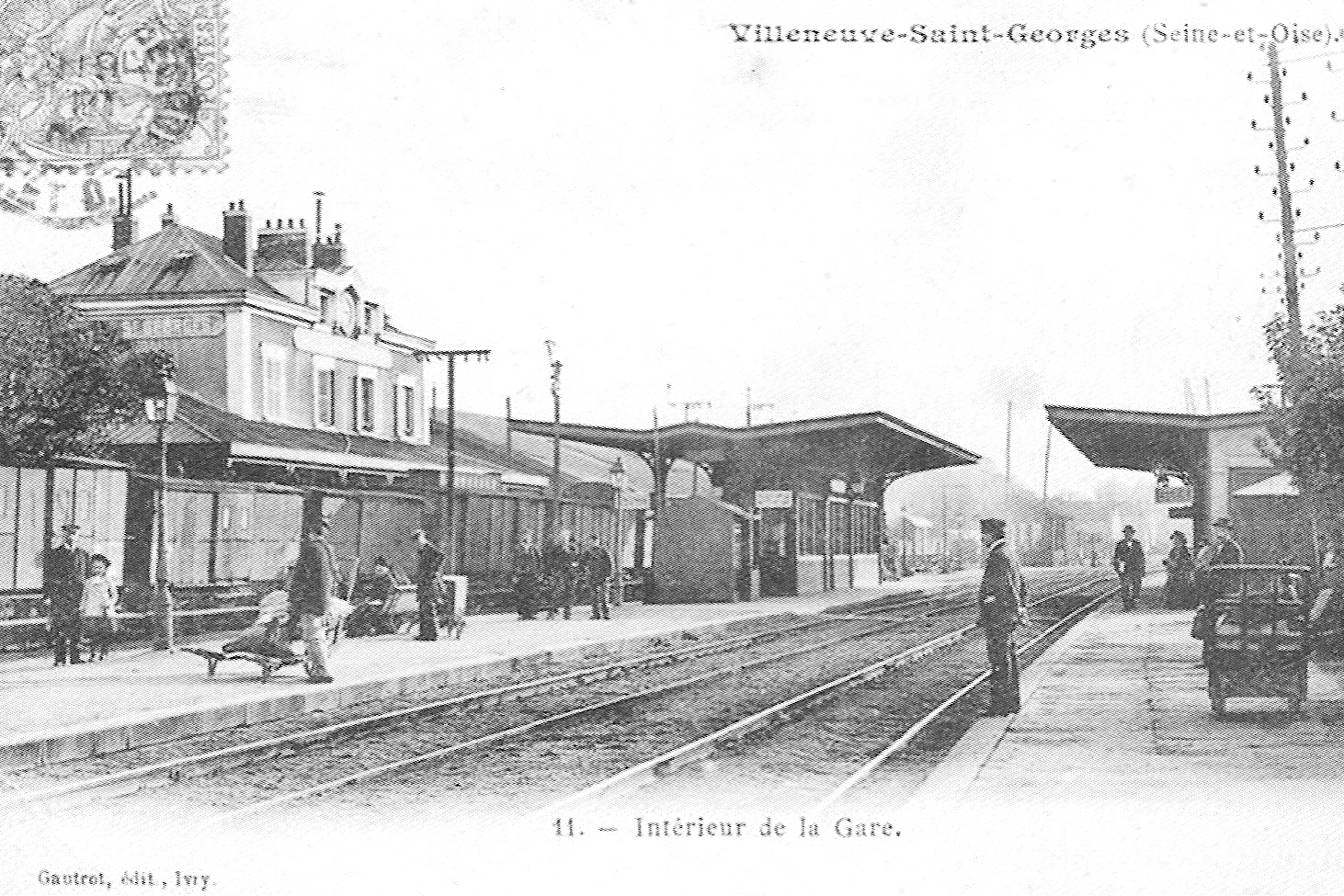
20世纪初的圣乔治新城火车站

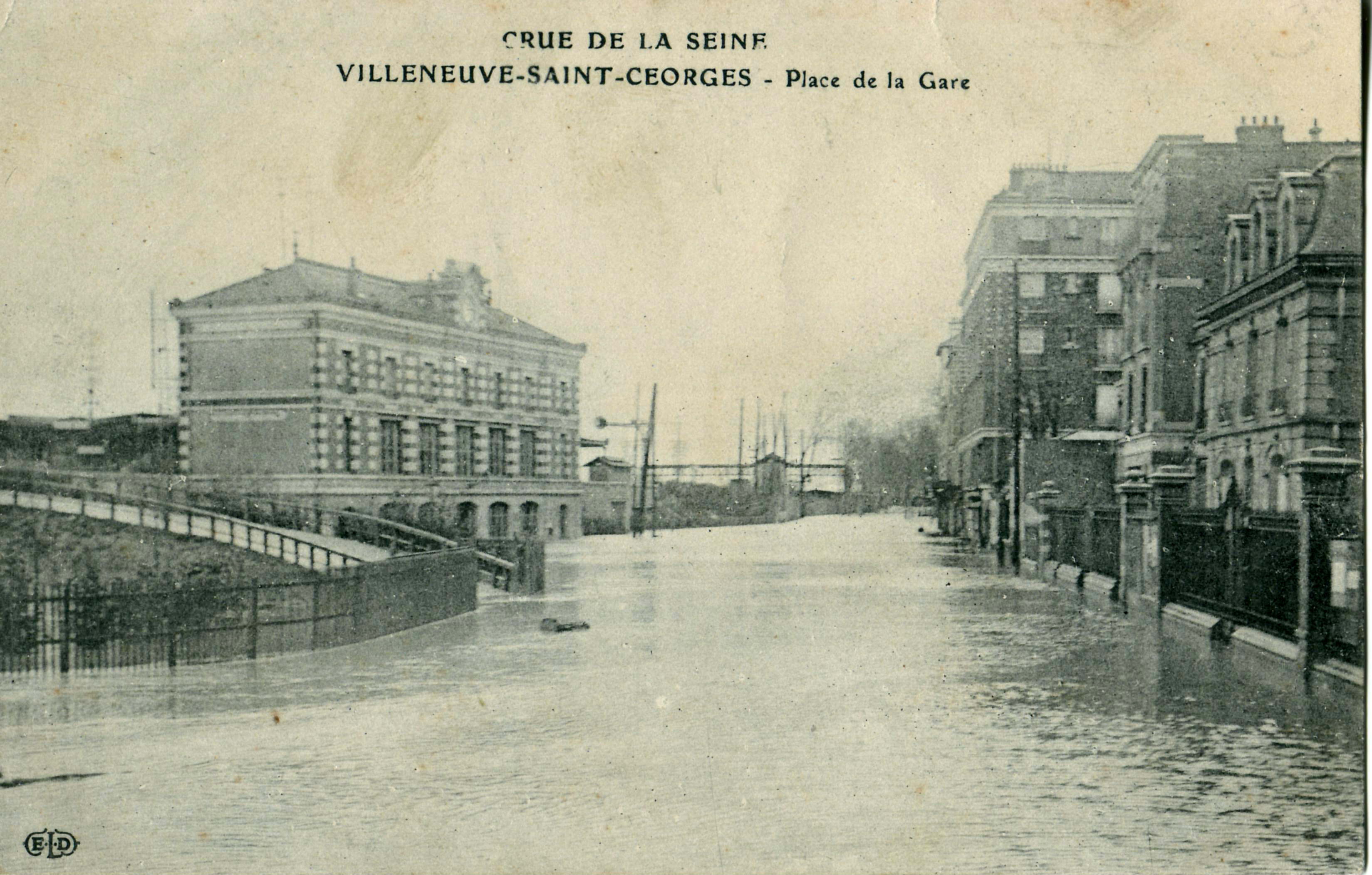
被洪水淹没的圣乔治新城

“圣乔治新城”一名最初于公元8世纪以拉丁语“Villa nova Sancti Georgii”的形式被记载，“圣乔治”一名可能与基督教同名圣人有关。在法国大革命期间，圣乔治新城曾被革命派更名为“Villeneuve-la Montagne”。
因翻译标准不同，圣乔治新城在一些中文资料中被按照其原文拼写顺序而译为“新城圣乔治”。

## 历史
圣乔治新城建城于古典时期，彼时，一条沿塞纳河右岸延伸的道路（连接巴黎和桑斯）由此通过，并在此跨越耶尔河，其周边区域则被开辟为葡萄酒田。中世纪初，圣乔治新城境成为圣日耳曼德普雷修道院的一处领地，并因其战略性的地理位置（位于巴黎和塞纳尔森林之间）而逐渐发展成一个区域性的商业集镇，大批来自各地的贵族或手工业者在此定居，路易九世亦曾在此拥有一处宅邸。英法百年战争及宗教战争时期，圣乔治新城作为交通要道而被布置军队以防御巴黎。法国大革命后，圣乔治新城成为塞纳-瓦兹省的一个市镇，直至19世纪中期，圣乔治新城尚为一个总人口数量仅近千人的普通聚落。工业革命期间，途径圣乔治新城的铁路线陆续建成，并成为巴黎东南部的一条铁路枢纽，圣乔治新城人口数量快速增加，并形成铁路工人社区，其社会主体结构也逐渐由贵族阶级变为无产阶级。1906年，圣乔治新城境内建立了“Union typographique”工人联合社团，其主要宣传媒体《工人生涯》（La Vie ouvrière）成为现代法国总工会的官方报刊。1910年初，塞纳河发生特大洪水，圣乔治新城几乎全城被淹没，洪水最深处达3.2米。20世纪20年代及二战后，圣乔治新城建成了大批集中式居民区，当地人口数量逐年上升，并于20世纪60年代首次突破3万大关。1964年，圣乔治新城成为马恩河谷省的一个市镇。2017年2月，圣乔治新城由克雷泰伊区划至拉伊莱罗斯区。

## 地理

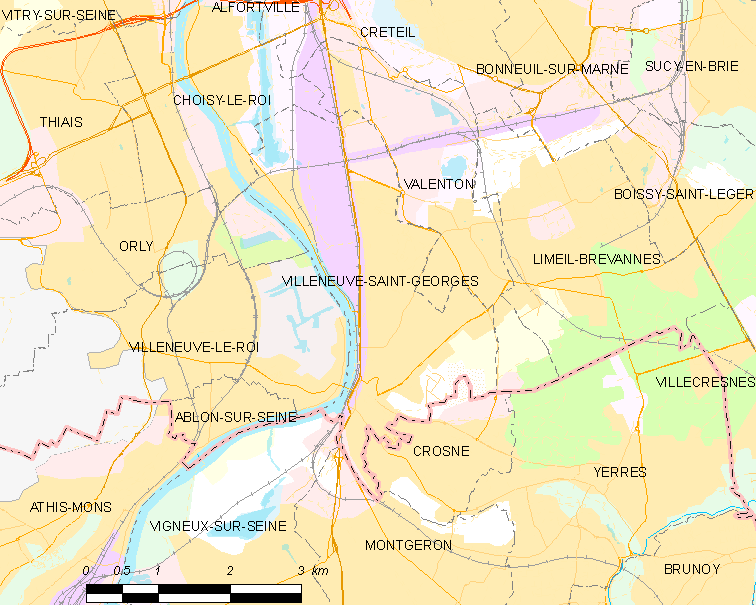
圣乔治新城市镇范围地图

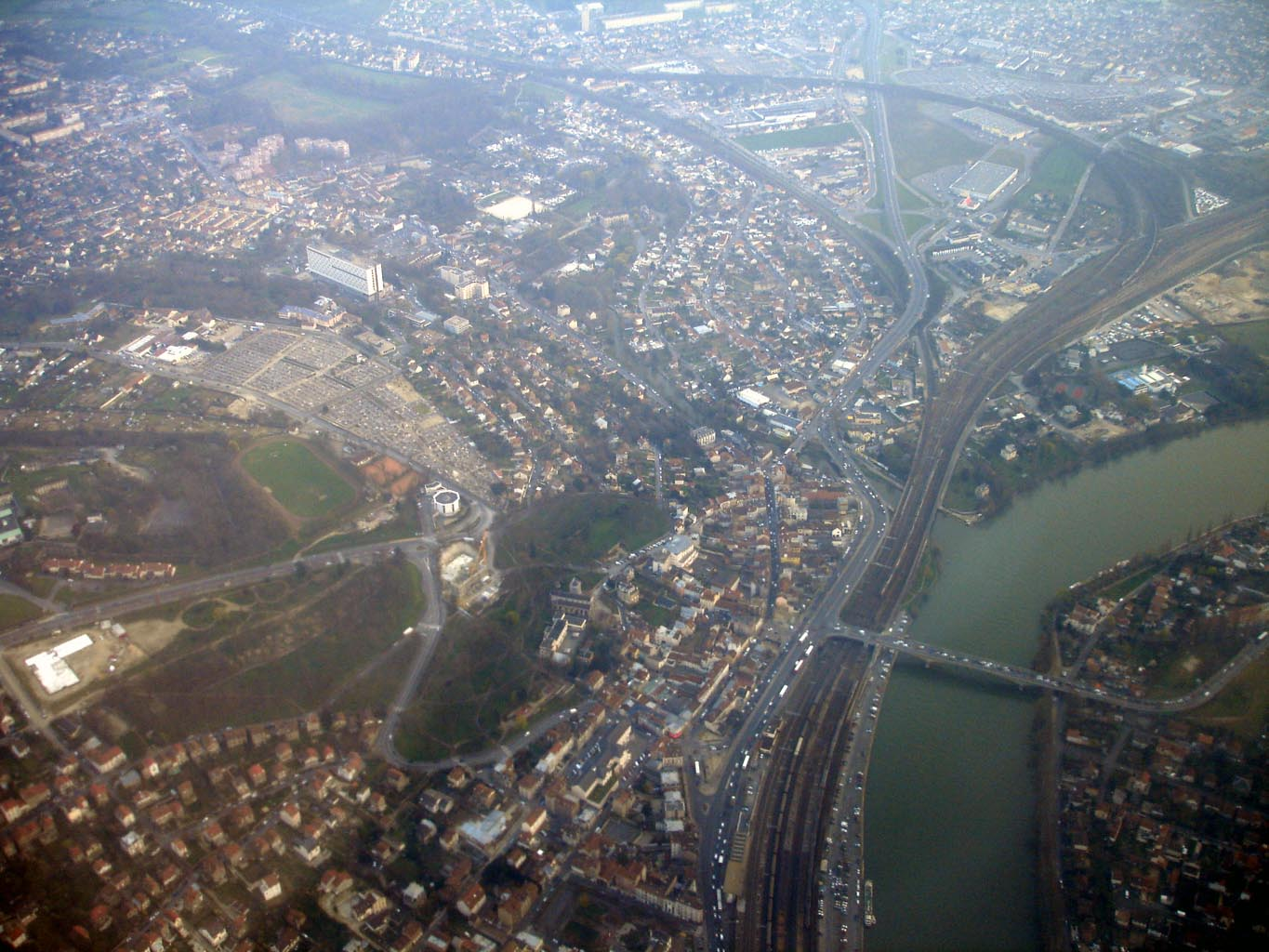
圣乔治新城航拍

圣乔治新城位于法国中北部，法兰西岛大区中部和马恩河谷省东南部，距离省会克雷泰伊大约4公里。与圣乔治新城接壤的市镇包括：瓦朗通、蒙热龙、克罗讷、塞纳河畔维尼厄、舒瓦西勒鲁瓦、奥利、鲁瓦新城。

### 地形
圣乔治新城位于巴黎盆地腹地，境内以平原为主，市镇中心地势较为平坦，东部略有起伏，全境海拔在30到93米之间。

### 水文
塞纳河干流自南向北流经圣乔治新城境内西部，其右岸支流耶尔河在此与其交汇。
因圣乔治新城的市镇中心地势相对低洼，该区域在1910年塞纳河洪水中遭受到了严重破坏

### 植被
圣乔治新城属于温带阔叶混交林区，市区内的主要绿地公园包括博勒加尔公园（Parc de Beauregard）、皮杜柳林公园（Parc de la Saussaie Pidoux）等。
在鲜花城市的评比中，圣乔治新城被评为2星级鲜花城市。

### 气候
圣乔治新城在柯本气候分类法中属于温带海洋性气候。
距离圣乔治新城最近的气象站位于巴黎-奥利机场，以下为该气象站的数据：
| 巴黎-奥利机场2008年－2019年 | 巴黎-奥利机场2008年－2019年 | 巴黎-奥利机场2008年－2019年 | 巴黎-奥利机场2008年－2019年 | 巴黎-奥利机场2008年－2019年 | 巴黎-奥利机场2008年－2019年 | 巴黎-奥利机场2008年－2019年 | 巴黎-奥利机场2008年－2019年 | 巴黎-奥利机场2008年－2019年 | 巴黎-奥利机场2008年－2019年 | 巴黎-奥利机场2008年－2019年 | 巴黎-奥利机场2008年－2019年 | 巴黎-奥利机场2008年－2019年 | 巴黎-奥利机场2008年－2019年 |
| 月份                        | 1月                         | 2月                         | 3月                         | 4月                         | 5月                         | 6月                         | 7月                         | 8月                         | 9月                         | 10月                        | 11月                        | 12月                        | 全年                        |
| --------------------------- | --------------------------- | --------------------------- | --------------------------- | --------------------------- | --------------------------- | --------------------------- | --------------------------- | --------------------------- | --------------------------- | --------------------------- | --------------------------- | --------------------------- | --------------------------- |
| 历史最高温 °C（°F）         | 14.3 (57.7)                 | 20.4 (68.7)                 | 23.7 (74.7)                 | 29.5 (85.1)                 | 31.6 (88.9)                 | 36.6 (97.9)                 | 41.8 (107.2)                | 38.4 (101.1)                | 34.9 (94.8)                 | 27.9 (82.2)                 | 21.6 (70.9)                 | 16.3 (61.3)                 | 41.8 (107.2)                |
| 平均高温 °C（°F）           | 4 (39)                      | 7.5 (45.5)                  | 12 (54)                     | 17.3 (63.1)                 | 18.6 (65.5)                 | 22.9 (73.2)                 | 25.7 (78.3)                 | 25.1 (77.2)                 | 21.1 (70.0)                 | 16.1 (61.0)                 | 11 (52)                     | 5.1 (41.2)                  | 15.5 (59.9)                 |
| 日均气温 °C（°F）           | 1.2 (34.2)                  | 4.3 (39.7)                  | 7.7 (45.9)                  | 12.1 (53.8)                 | 13.9 (57.0)                 | 17.8 (64.0)                 | 20.3 (68.5)                 | 19.7 (67.5)                 | 16.1 (61.0)                 | 11.9 (53.4)                 | 8.2 (46.8)                  | 2.7 (36.9)                  | 11.3 (52.3)                 |
| 平均低温 °C（°F）           | −1.5 (29.3)                 | 1 (34)                      | 3.3 (37.9)                  | 6.9 (44.4)                  | 9.2 (48.6)                  | 12.8 (55.0)                 | 14.9 (58.8)                 | 14.2 (57.6)                 | 11.1 (52.0)                 | 7.7 (45.9)                  | 5.5 (41.9)                  | 0.3 (32.5)                  | 7.1 (44.8)                  |
| 历史最低温 °C（°F）         | −15.1 (4.8)                 | −8.5 (16.7)                 | −5.9 (21.4)                 | −1 (30)                     | 0.2 (32.4)                  | 5.8 (42.4)                  | 7.9 (46.2)                  | 6.3 (43.3)                  | 3.1 (37.6)                  | −1.8 (28.8)                 | −4.7 (23.5)                 | −6.7 (19.9)                 | −15.1 (4.8)                 |
| 平均降水量 mm（）           | 35.6 (1.40)                 | 42.1 (1.66)                 | 42.7 (1.68)                 | 33.6 (1.32)                 | 46.7 (1.84)                 | 52.2 (2.06)                 | 74.1 (2.92)                 | 43.7 (1.72)                 | 48.7 (1.92)                 | 31.6 (1.24)                 | 61.1 (2.41)                 | 52.6 (2.07)                 | 564.7 (22.23)               |
| 月均日照時數                | 43.4                        | 66.3                        | 162.6                       | 172.4                       | 165.4                       | 176.6                       | 232.1                       | 220.4                       | 193.9                       | 131.9                       | 49.1                        | 55.3                        | 1,669.4                     |
| 来源：infoclimat.fr         |                             |                             |                             |                             |                             |                             |                             |                             |                             |                             |                             |                             |                             |

## 行政区划

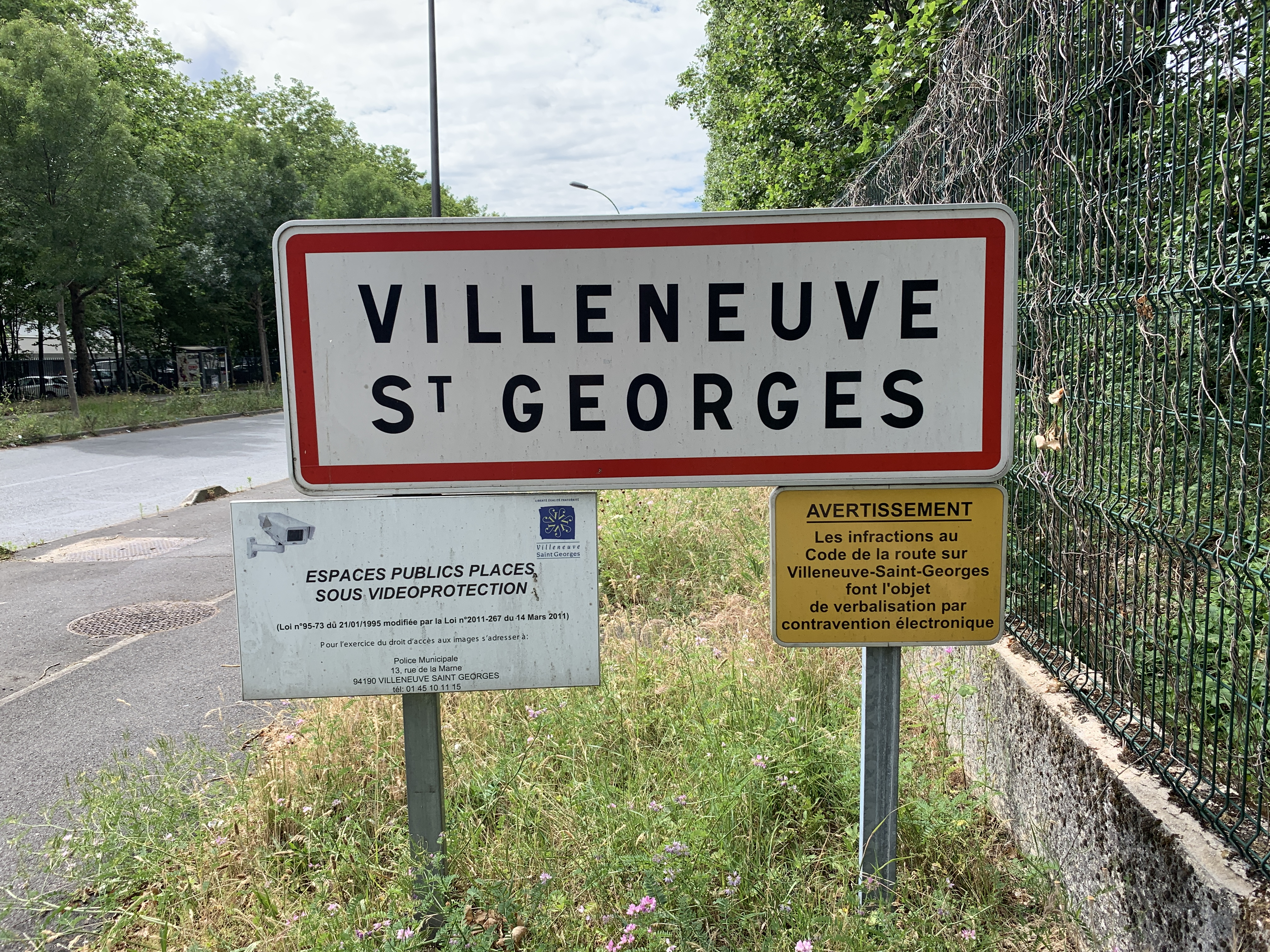
圣乔治新城入城路牌

圣乔治新城是法国法兰西岛大区马恩河谷省的一个市镇，编号为94078。圣乔治新城隶属于拉伊莱罗斯区，隶属于马恩河谷省第三选区，管理圣乔治新城县（市镇范围北部属于舒瓦西勒鲁瓦县），同时也是大巴黎都会区以及大奥利-塞纳-比耶夫尔土地公共管理局的组成部分。
圣乔治新城市镇被划为四个街区（Centre ville、Plateau、Quartier Nord、Triage），实行街区自治制度。
法国国家统计与经济研究所（简称）在进行数据统计时，将圣乔治新城及相邻的另外428个市镇设为巴黎城市核心区（2020年扩充至431个），并将包括核心区在内的周边共1,794个市镇划为巴黎城市区。自2020年起，巴黎城市区被包含1,949个市镇的巴黎城市辐射区代替。此外，还将圣乔治新城市镇分为了13个“块区”（IRIS），以便于统计人口分布情况。

## 交通

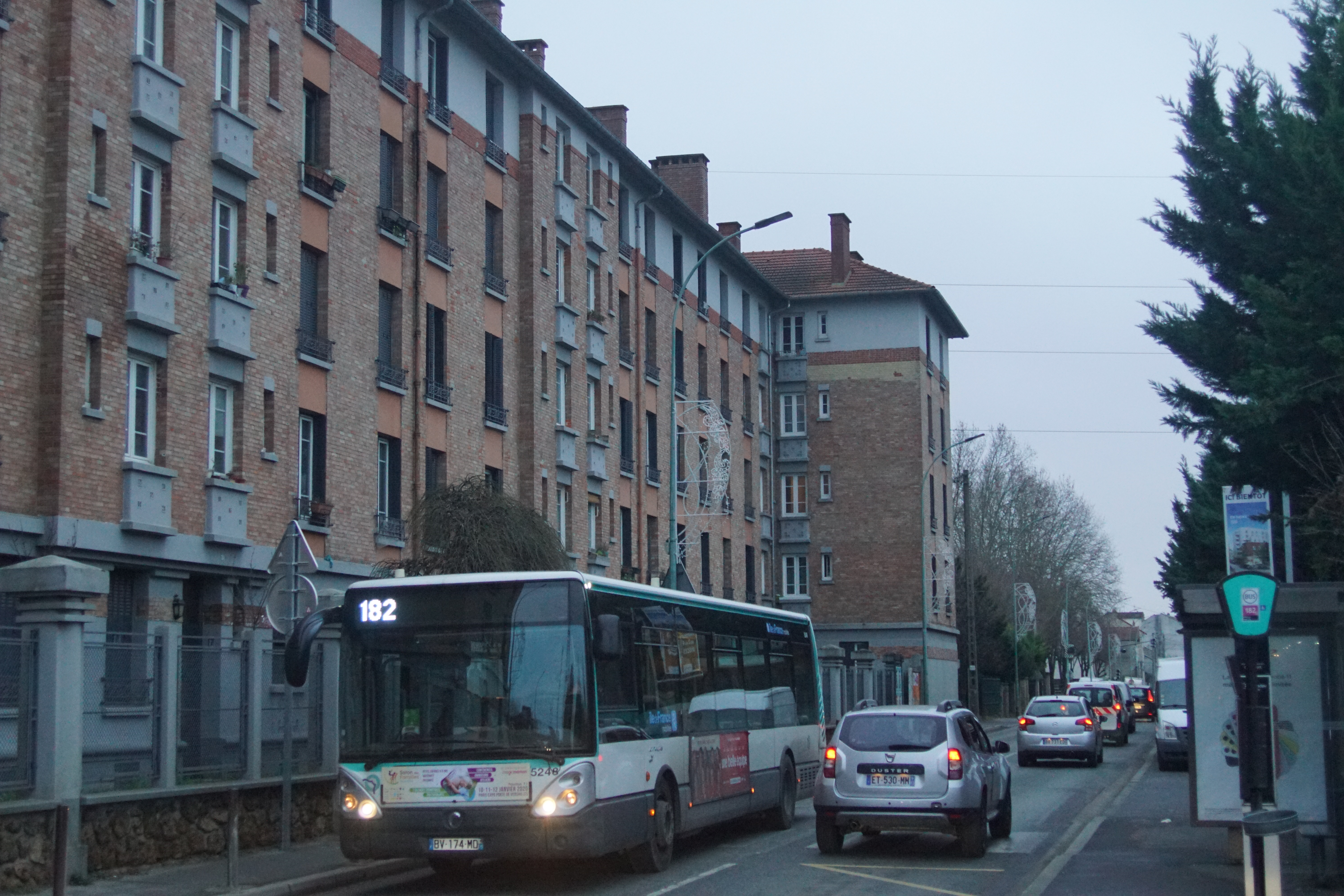
圣乔治新城街头的182路公共汽车

### 道路设施
法国国道N6线和多条马恩河谷省省道在圣乔治新城境内交汇，勒鲁瓦新城桥横跨塞纳河，可连接河流左岸区域。
2017年，56.9%的圣乔治新城家庭拥有至少一辆私人汽车。2019年，圣乔治新城境内共发生各类交通事故73起，造成95人受伤。

### 对外交通
距离圣乔治新城最近的长途汽车站、长途铁路车站和民用航空机场分别为奥利机场汽车站、马西TGV站和巴黎-奥利机场，距离圣乔治新城市中心的公路里程分别为11千米、20千米和11千米。

### 城市公共交通
圣乔治新城位于巴黎－马赛铁路和圣乔治新城－蒙塔日铁路的交汇处。圣乔治新城站位于市区西南部，是法兰西岛大区快铁D线的一个重要枢纽车站。
在巴士运输方面，巴黎公交182路以及塞纳-大奥利公交480、483路经过圣乔治新城。法国交通发展集团下属的汽车旅行公交线路网开行多条途经圣乔治新城境内的公交线路。
| 途经圣乔治新城境内的主要公共交通线路 |        | |
| 类型                                 | 运营商 | 线路 |
| 快铁                                 |        | ：克雷伊 ↔ 圣但尼 ↔ 巴黎北站 ↔ 沙特雷-大堂 ↔ 里昂火车站 ↔ 蓬帕杜 ↔ 圣乔治编组站 ↔ 圣乔治新城站 ↔ 瑞维西 ↔ 埃夫里-库尔库罗讷 ↔ 科尔贝伊-埃松 ↔ 默伦 ：克雷伊 ↔ 圣但尼 ↔ 巴黎北站 ↔ 沙特雷-大堂 ↔ 里昂火车站 ↔ 蓬帕杜 ↔ 圣乔治编组站 ↔ 圣乔治新城站 ↔ 孔布城站 ↔ 略桑-穆瓦西 ↔ 默伦 |
| 公共汽车                             | RATP   | 182：伊夫里市政府 ↔ 加布里埃尔·佩里 ↔ 快铁舒瓦西勒鲁瓦站 ↔ 快铁圣乔治编组站 |
| 公共汽车                             | SGO    | 480：快铁圣乔治新城站 ↔ 布拉桑斯高级中学 ↔ 中央公园 ↔ 巴黎-奥利机场1、2、3号航站楼 483：快铁圣乔治新城站 ↔ 阿布隆火车站 ↔ 共和国广场 ↔ 奥利城火车站 ↔ 快铁舒瓦西勒鲁瓦站 |
| 公共汽车                             | STRAV  | A：舒瓦西勒鲁瓦-马恩河谷快速公交桥 ↔ 圣乔治编组站 ↔ 快铁圣乔治新城站 ↔ 晨醒 ↔ 蒙热龙教堂 ↔ 巴斯德环岛 ↔ 布吕努瓦-金字塔 B：莱沙尔站 ↔ 蓬帕杜站 ↔ 塞利耶城 ↔ 快铁圣乔治新城站 ↔ 综合诊疗中心 ↔ 耶尔市政厅 ↔ 快铁布吕努瓦站 E：中心医院 ↔ 综合诊疗中心 ↔ 蒙热龙-市政厅 ↔ 罗盘 ↔ 快铁布吕努瓦站 G1：快铁圣乔治新城站（区域环线，外侧，经瓦朗通-市政厅） G2：快铁圣乔治新城站（区域环线，内侧，经瓦朗通-市政厅） H：快铁圣乔治新城站（区域环线，内侧，经克罗讷-高原） J1：快铁圣乔治新城站（区域环线，外侧） J2：快铁圣乔治新城站（区域环线，内侧） K：圣乔治新城汽车站 ↔ 旧邮局 ↔ 利梅伊-布雷瓦讷-市政厅 ↔ 湖之角站 ↔ 克雷泰伊-马恩河谷省政府 N：快铁圣乔治新城站 ↔ 综合诊疗中心 ↔ 中心医院 |
| 公共汽车                             | (N)    | N132：巴黎-里昂火车站 ↔ 迈松阿尔福-阿尔福维尔站 ↔ 快铁圣乔治新城站 ↔ 萨维尼勒唐普勒站 ↔ 默伦站 N134：巴黎-里昂火车站 ↔ 迈松阿尔福-阿尔福维尔站 ↔ 快铁圣乔治新城站 ↔ 孔布城站 N135：快铁圣乔治新城站 ↔ 瑞维西站 ↔ 埃夫里-库尔库罗讷站 ↔ 科尔贝伊-埃松站 |
| 1.                                   |        | |

## 政治

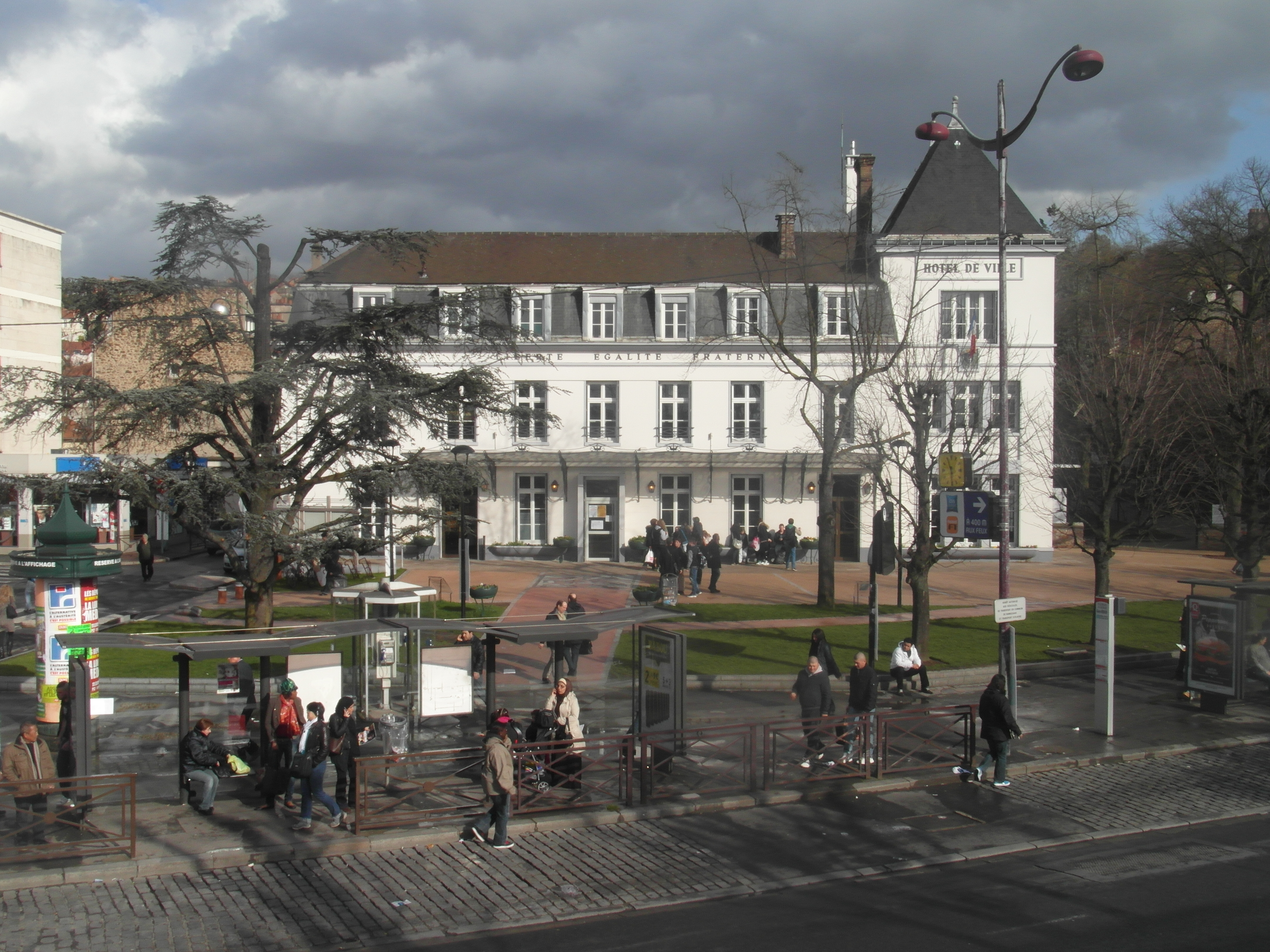
圣乔治新城市政厅

圣乔治新城的现任市长为菲利普·戈丹先生（Philippe Gaudin），他是一名右翼无党派人士，在2020年的市政选举中获得了61.67%的支持率。
在2017年的法国总统大选中，法国第25任总统埃马纽埃尔·马克龙在圣乔治新城获得了71.22%的支持率。
| 圣乔治新城历届市长  |                                                    |                                |
| 任期                | 市长                                               | 党派                           |
| 1944年－1946年      | Henri Janin 亨利·雅南                              | PCF法国共产党                  |
| 1946年－1947年      | Charles Benoist 夏尔·伯努瓦                        | PCF法国共产党                  |
| 1947年－1957年      | Roger Vermot-Desroches 罗歇·韦尔莫-代罗什          | PCF法国共产党                  |
| 1957年－1977年      | Marius Faïsse 马里尤斯·法伊斯                      | UDF法国民主联盟 →PSD民主社会党 |
| 1977年－1983年      | Roger Gaudon 罗歇·戈东                             | PCF法国共产党                  |
| 1983年－1989年      | Marius Faïsse 马里尤斯·法伊斯                      | UDF法国民主联盟 →PSD民主社会党 |
| 1989年－1995年      | Roger-Gérard Schwartzenberg 罗歇-热拉尔·施瓦岑贝格 | PRG左派激進黨                  |
| 1995年－2001年      | Roger Grésil 罗歇·格雷西尔                         | UDF法国民主联盟                |
| 2001年 （3月至7月） | Roger-Gérard Schwartzenberg 罗歇-热拉尔·施瓦岑贝格 | PRG左派激進黨                  |
| 2001年－2002年      | Gérard Racine 热拉尔·拉西纳                        | PRG左派激進黨                  |
| 2002年－2008年      | Roger-Gérard Schwartzenberg 罗歇-热拉尔·施瓦岑贝格 | PRG左派激進黨                  |
| 2008年－2020年      | Sylvie Altman 席尔薇·阿尔特曼                      | PCF法国共产党                  |
| 2020年－            | Philippe Gaudin 菲利普·戈丹                        | DVD右翼无党派人士              |

## 人口
2018年，圣乔治新城市镇人口数量为34,607，在法国排名第227位。其中男性16,672人，女性16,873人，75岁及以上人口占4.4%，外籍人口数量为9,474人，人口密度为3,955人/平方公里，当地居民被称为（男性）或（女性）。2019年，圣乔治新城境内出生691人，死亡人口215人。
| 年份   | 1936   | 1946   | 1954   | 1962   | 1968   | 1975   | 1982   | 1990   | 1999   | 2006   | 2011   | 2016   | 2018   |
| ------ | ------ | ------ | ------ | ------ | ------ | ------ | ------ | ------ | ------ | ------ | ------ | ------ | ------ |
| 人口數 | 21,237 | 18,299 | 21,596 | 28,091 | 30,467 | 31,664 | 28,119 | 26,952 | 28,361 | 30,450 | 32,767 | 32,966 | 34,607 |

## 经济

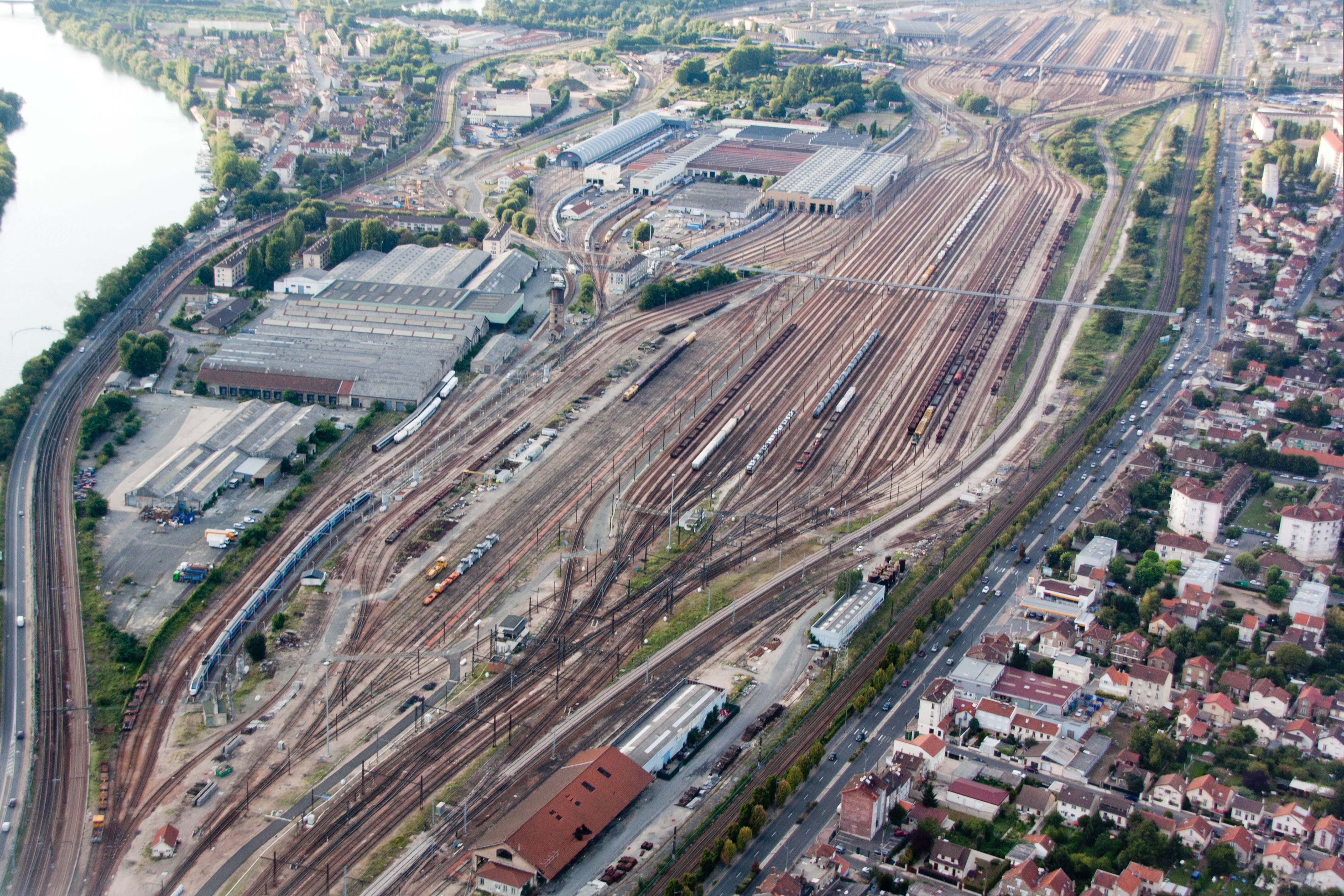
航拍圣乔治新城铁路编组站

截止2021年9月，圣乔治新城共有各类用人单位（包含自雇）4,451家，平均历史为18年，其中99.26%为中小型企业（PME）。（房屋租售）、（门窗装潢）及（医疗）是当地2019年营业额最高的三个企业，分别为60,471,773欧元、59,969,968欧元和17,489,173欧元。

## 财政收入
2019年，圣乔治新城的财政收入总额为54,405,700欧元，财政支出总额为53,620,300欧元，当年的债务总额为44,507,400欧元。2021年，圣乔治新城共获得11,079,104欧元的国家财政补助，比上一年增加了4.02%。
2017年，圣乔治新城的人均月收入总额为1,876欧元，其中高级职员为3,065欧元，低于法国平均水平（4,214欧元）；中级职员为2,219欧元，低于法国平均水平（2,353欧元）；普通职员为1,622欧元，亦低于法国平均水平（1,690欧元）。
2017年，圣乔治新城境内的青壮年（15至64岁）失业率为17.0%，当地37.2%的家庭拥有纳税资格，平均纳税1,919欧元，低于法国平均水平（3,888欧元）。

## 社会事务

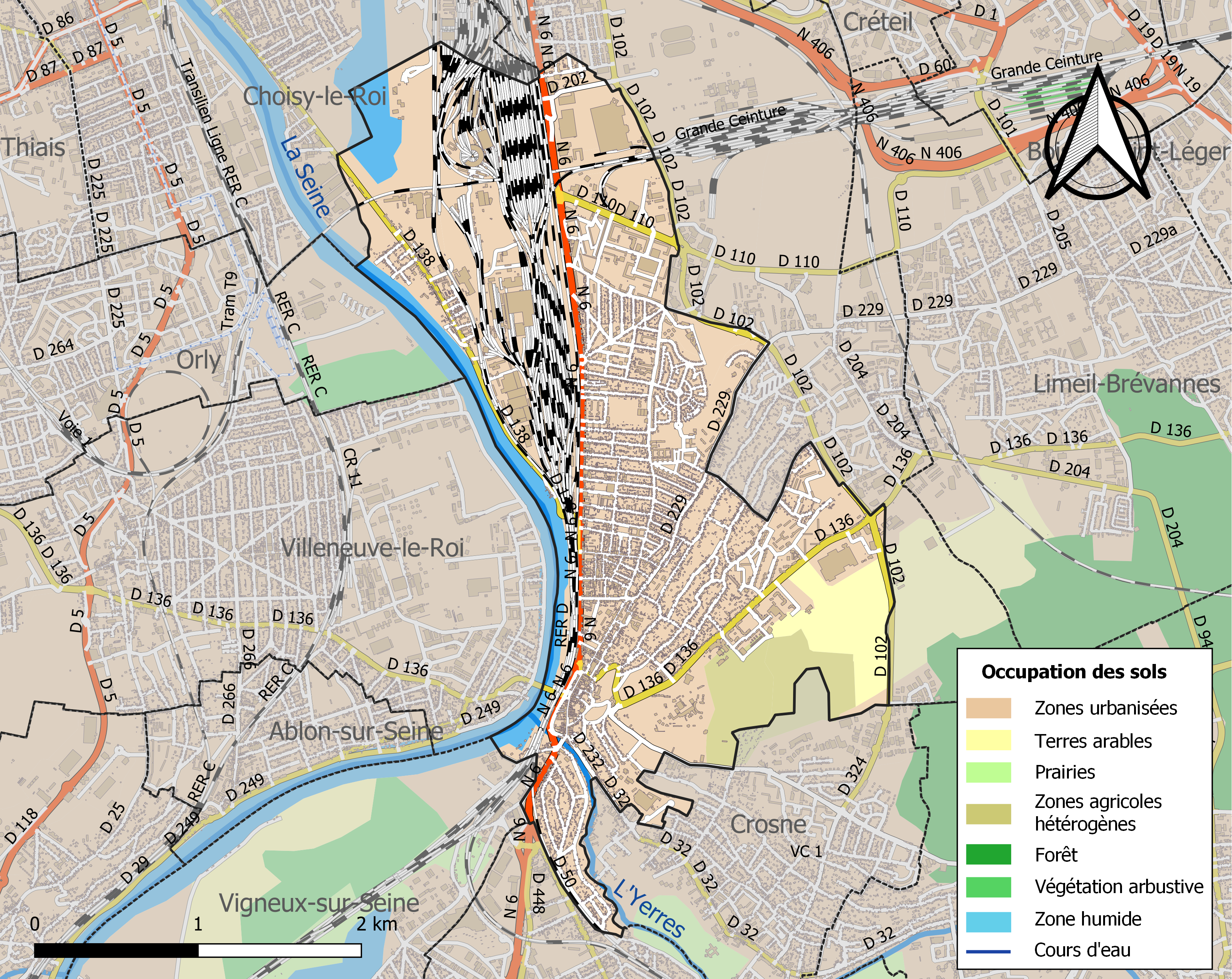
圣乔治新城土地利用情况地图

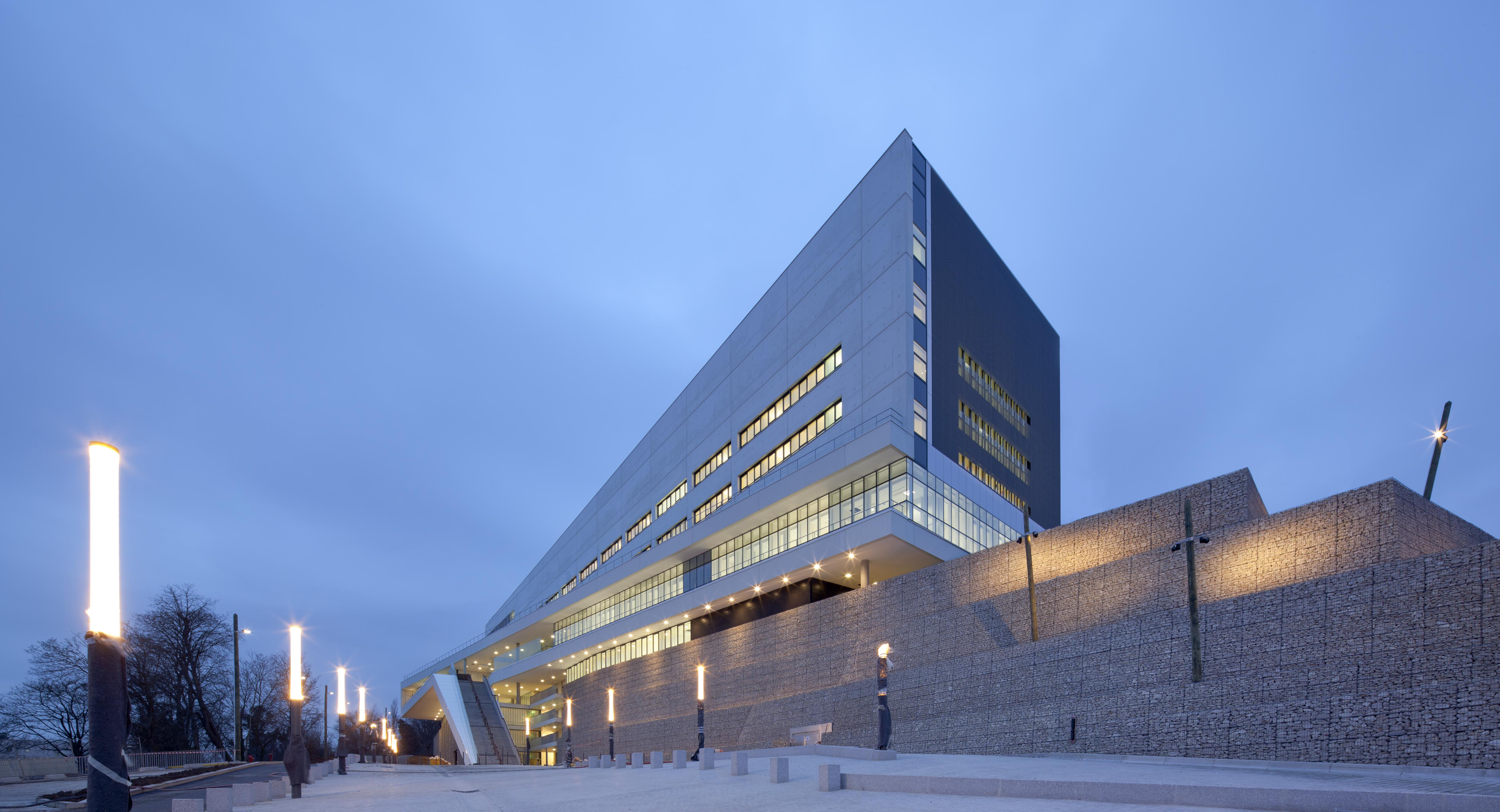
圣乔治新城市际中心医院

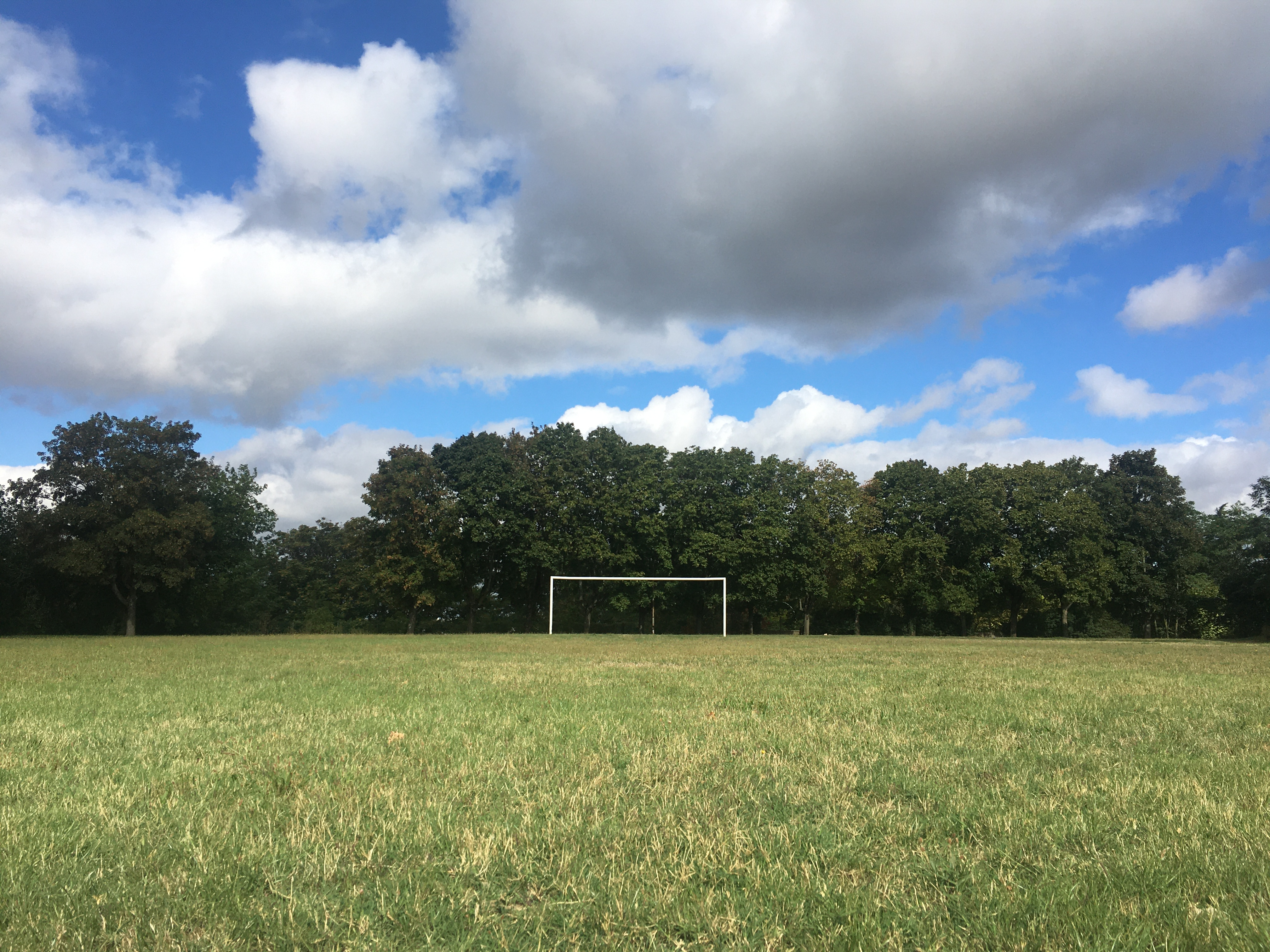
圣乔治新城市政球场

### 教育
圣乔治新城属于克雷泰伊学区。截止2019年1月1日，圣乔治新城境内共有10所幼儿园、11所小学、4所初级中学和2所普通高中。2018至2019学年度，圣乔治新城境内共有在校中等教育阶段学生2,270名。

### 医疗
截止2019年1月1日，圣乔治新城境内共有全科医生21名、保健师9名、牙医12名、护士19名、耳科医生1名、眼科医生2名、皮肤科医生1名、助产士2名、儿科医生1名和妇科医生1名。境内共有药房10家、养老院3家、残疾人帮扶中心1家。
圣乔治新城市际中心医院（Centre Hospitalier Intercommunal de Villeneuve-Saint-Georges）是法国的一个区域性医疗机构，其主病区位于圣乔治新城市区，设有床位472个，是当地规模最大的公立综合性医院。此外圣乔治新城还有一家私人医院，设有147个床位。

### 住房
2017年，圣乔治新城境内共有各类住房13,611套，其中28.1%为独立式居民区，67.8%为集中式居民区。常住房屋占圣乔治新城市镇范围内居民建筑总量的92.5%。
在住房保障政策方面，2017年，圣乔治新城境内共有4,231户家庭获得了住房经济补助，受益人数占总人口数量的12.6%，其中3,883份为房租补助。

### 商业
2019年，圣乔治新城境内共有各类实体商铺909家，其中餐厅108家、大型超市4家、杂货店40家、面包房24家、肉铺11家、书店5家、银行门店9家、美容美发店46家、汽车维修店47家。市区建有两家Franprix超市和一家Coccimarket超市。

### 体育
2019年，圣乔治新城境内共有1家游泳池、7间体育馆、3座综合体育场、10处网球场、6处足球或橄榄球场以及3处篮球或排球场。
截至2021年9月，圣乔治新城共有5家注册足球俱乐部，其中新城铁路工人足球学院（Villeneuve Academie Football Cheminots）是当地的代表性足球队，其青年队于2021至2022赛季参加法兰西岛大区足球联赛。

### 环境
圣乔治新城的环境事务由其所属的公共社区负责。2019年，圣乔治新城境内共有4家污染企业。

### 治安
2019年，圣乔治新城市镇范围内共有2处派出所。
2014年，圣乔治新城及附近地区共发生各类案件5,086起，其中盗窃类案件3,248起，经济类案件329起，毒品交易类案件265起。

## 文化

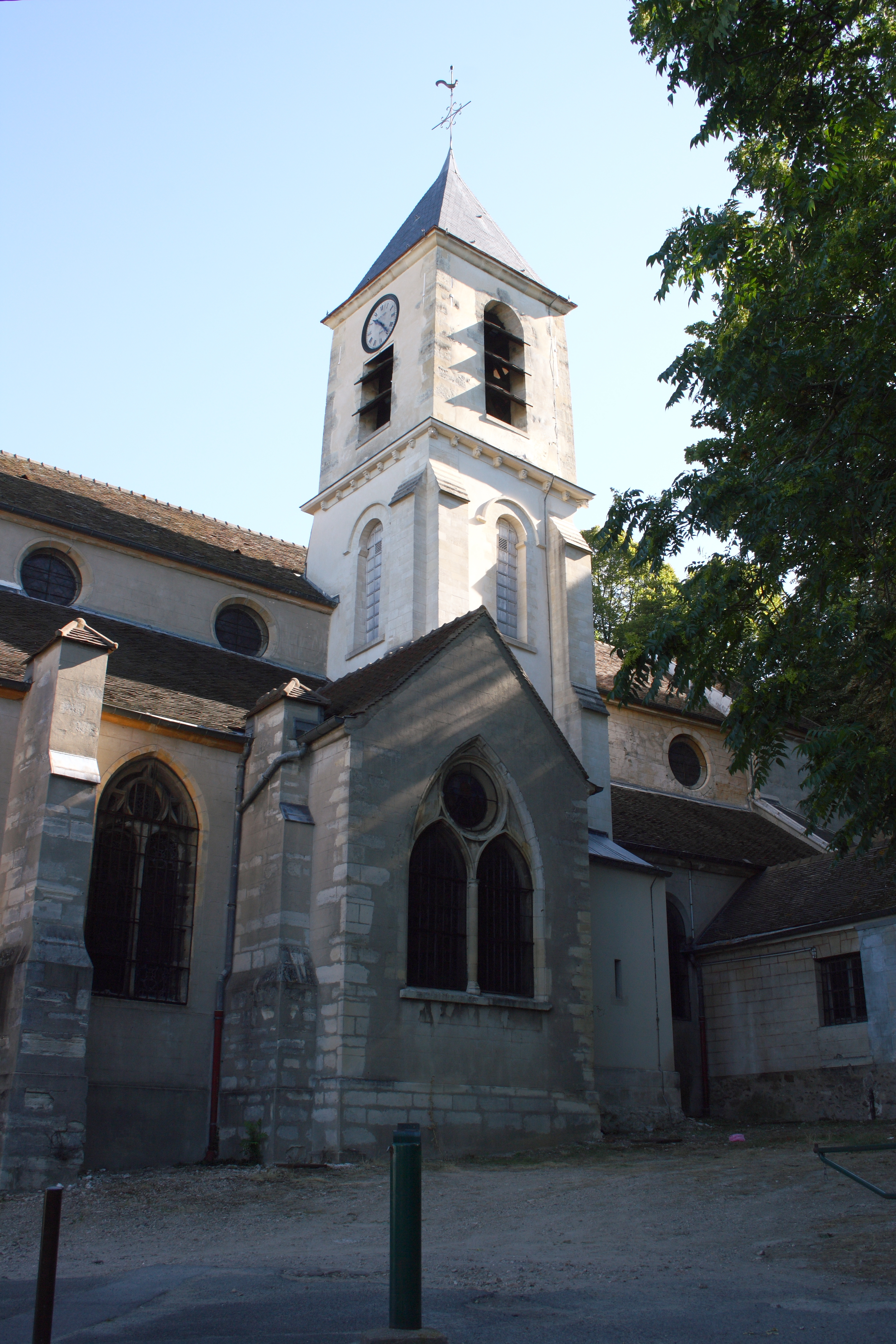
圣乔治教堂 (圣乔治新城)主楼

2019年，圣乔治新城境内有1家剧场。圣乔治新城市政府提供多媒体中心，向公众全年开放。

### 建筑
圣乔治新城境内有多处历史建筑，其中圣乔治教堂为法国国家文物保护单位。

### 旅游
圣乔治新城的旅游事务由其所属的公共社区负责。2020年，圣乔治新城境内共有2家酒店共计119间房间。

### 媒体
法国主要的媒体均可在圣乔治新城接收，法国电视三台下属的法兰西岛大区频道在部分时段播出圣乔治新城所属区域的地方新闻。

## 相关人物
法国作家勒内·法莱和安德烈·布吕吉鲁、演员布吕诺·萨洛莫纳、阿尔及利亚政治家拉希德·纳克兹、法国女政治家塞西尔·迪弗洛、说唱歌手Niska、足球运动员雅克·法蒂、米卡埃尔·塔瓦尔和迈赫迪·塔乌尔出生于圣乔治新城。

## 友好城市
截至2021年9月，圣乔治新城共与两座城市互为友好城市关系：
- 德国 科恩韦斯特海姆
- 英格兰 伊斯特利